# Chapelle Sainte-Marguerite du col d'Ares
Pour les articles homonymes, voir église Sainte-Marguerite.
L'église Sainte-Marguerite du col d'Ares est une église romane en ruines près du col d'Ares, dans la commune de Prats-de-Mollo-la-Preste, dans le département français des Pyrénées-Orientales.

## Site

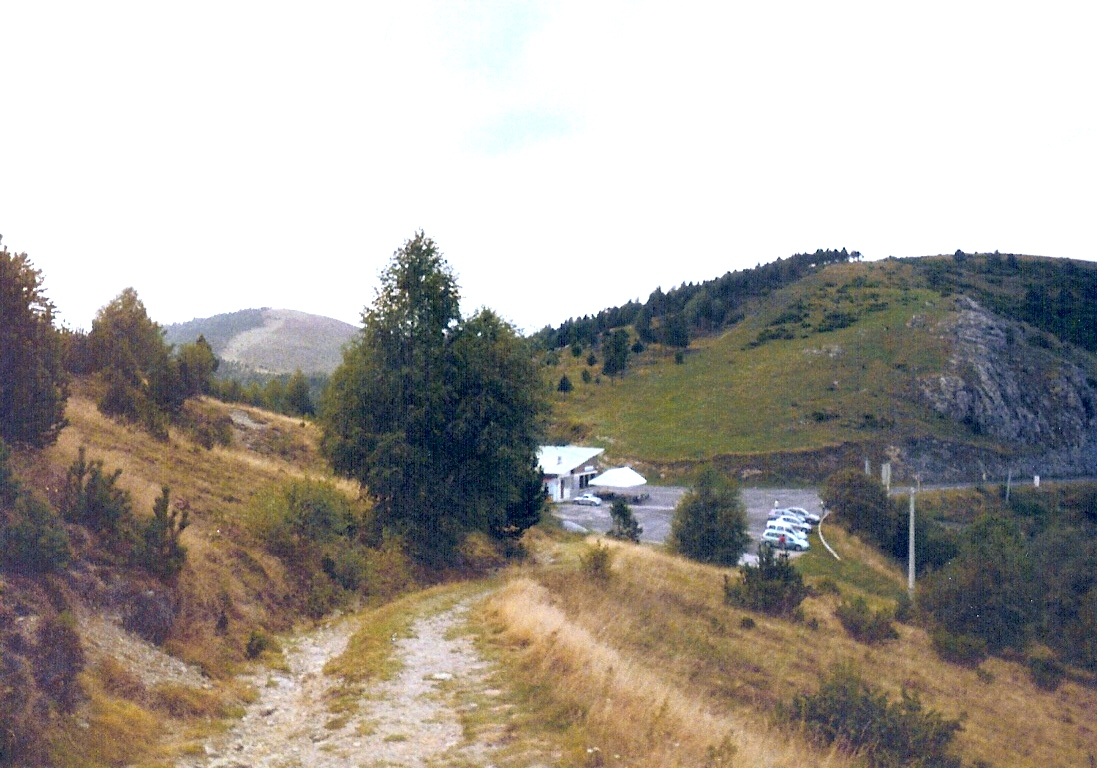
Col d'Ares
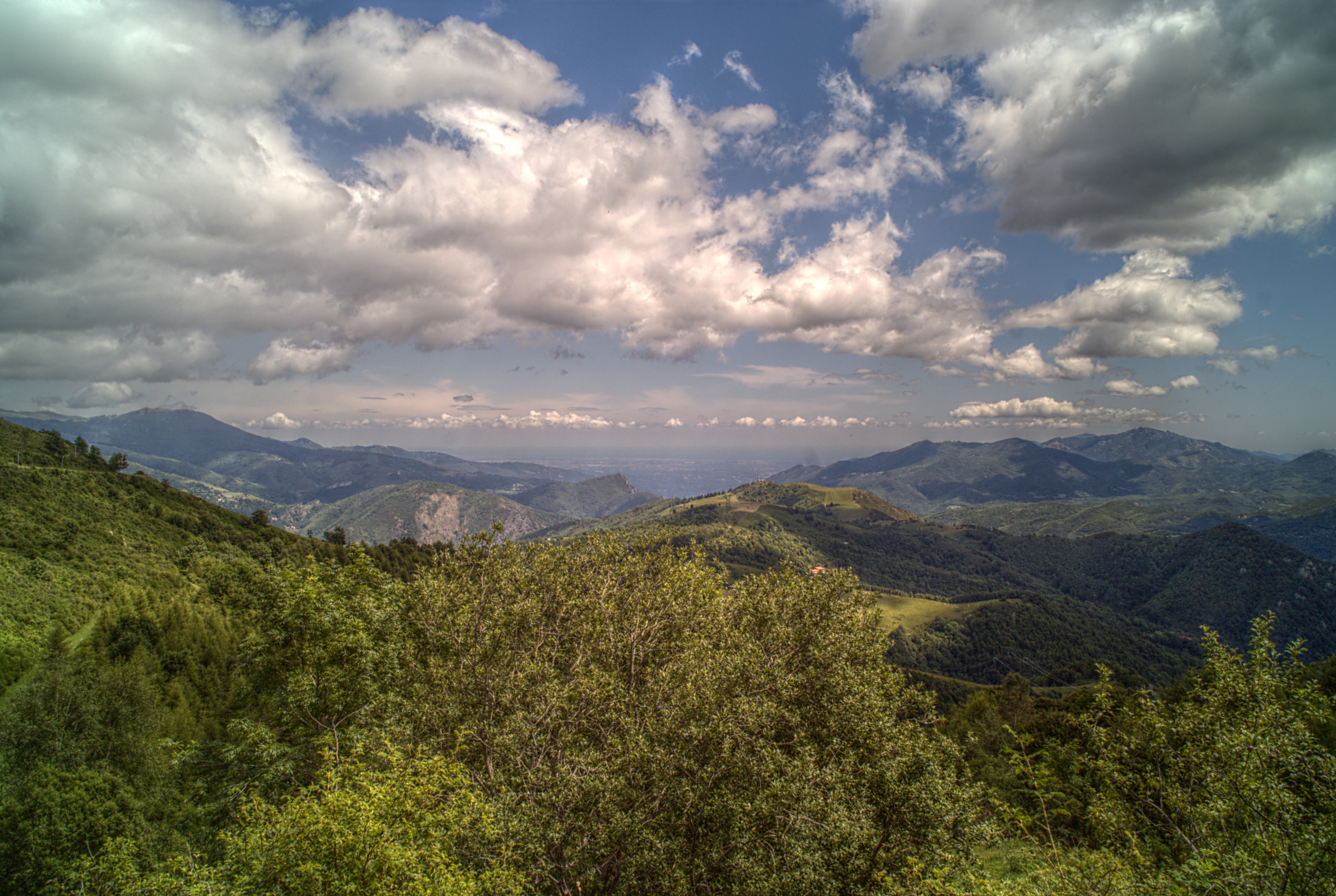
Le Vallespir depuis le col d'Ares
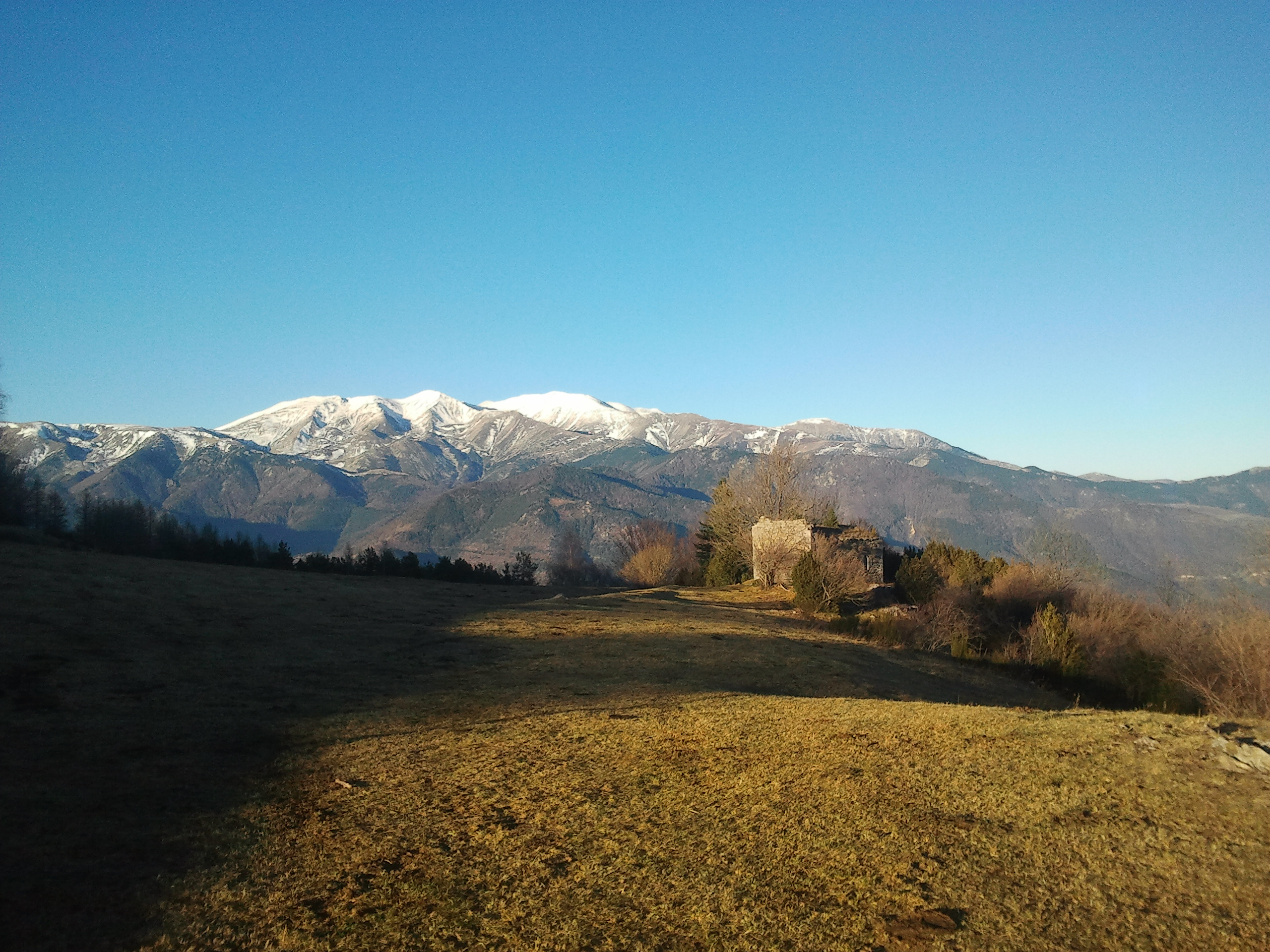
Vue générale du site

Le col d'Ares est situé à l'Est des Pyrénées, sur la frontière entre l'Espagne et la France. Situé à 1 512 m, il permet de relier les vallées des fleuves Tech (au Nord, en France) et Ter (au Sud, en Espagne), grâce à une très ancienne route appelée RD 115 pour sa partie française.
La haute et moyenne vallée du Tech forme la région naturelle et historique du Vallespir, comarque catalane rattachée à la France par le traité des Pyrénées de 1659.
Le site de l'ancien hôpital et de la chapelle se trouve au bord de la RD 115, à quelques hectomètres en contrebas du col sur sa face nord, à environ 1 340 m d'altitude, près d'une source.

## Toponymie
Le toponyme Ares, d'origine incertaine et très répandu dans le domaine catalan, est presque toujours associé à un col. La plus ancienne citation connue de ce col dans un texte date de 878, sous la forme in Aras.
L'hôpital est cité pour la première fois en 1261 sous la forme Hospitalis B. Marie de Colle de Aris. L'hôpital et son église sont dédiées à Sainte-Marie, ou Notre-Dame, jusqu'en 1586 où apparaît la dédicace à Sainte-Marguerite (Capella de Santa Margarida), utilisée depuis, avec d'autres comme « chapelle de la bienheureuse Marie au col d'Ares » ou « ancien hôpital du col d'Ares ».
Le nom du site varie selon les sources contemporaines. Pour l'IGN, le lieu est nommé « Sainte-Marguerite (chapelle ruinée) » sur la carte topographie de 2003, puis Santa Margarida. La base Mérimée nomme l'ensemble « chapelle Sainte-Marguerite et hospice Sainte-Marie ou Notre-Dame du col d'Ares ». Lluís Basseda préfère Hospital del Coll d'Ares, proche de la Gran enciclopèdia catalana (Hospital de Colldares) et réserve Capella Santa Margarita pour la chapelle alors que Catalunya romànica, ouvrage écrit en catalan, use de hospital de Santa Margarida de Colldares.

## Histoire
Elle est inscrite monument historique, ainsi que l'ancien hospice attenant depuis le 5 juin 2009.

## La légende duRoc del Frare
Dans la même commune de Prats-de-Mollo-la-Preste mais de l'autre côté du chef-lieu, près de la route menant à la station thermale de La Preste se trouve un rocher ressemblant à un moine priant, la tête recouverte d'une capuche, et appelé Roc del Frare (littéralement, « roc du Frère » en catalan). La légende liée à ce rocher et à son nom est liée à l'hospice du col d'Ares.
Un soir d'hiver, les moines de l'hospice entendent des cris. Ils comprennent que des voyageurs sont en détresse. Deux d'entre eux, frère Romain et frère Michel, partent avec leur chien à la recherche des malheureux comme ils en ont l'habitude. Ils retrouvent dans la neige un homme d'âge mûr et sa fille tombés dans un ravin. L'homme, bien que fatigué, peut marcher, soutenu par frère Romain. Mais la jeune fille est blessée aux jambes, frère Michel doit la porter dans ses bras.
Dès son premier regard porté sur la jeune fille, frère Michel ressent un fort sentiment, qu'il prend tout d'abord pour de la pitié. Mais quelques jours plus tard, lorsque les voyageurs, rétablis, repartent, frère Michel en est bouleversé.
Pour oublier la jeune fille, son beau visage et le contact de son corps lorsqu'il l'a transportée, il se réfugie dans la prière et le difficile travail physique qu'impose un monastère de montagne. Mais la vision de la jeune fille continue de le hanter au point qu'un soir il quitte l'hospice sans savoir ce qu'il fait ni où il va. Il finit par se perdre dans la montagne vers La Preste.
Un orage éclate. Frère Michel croit voir dans les formes des arbres et des rochers illuminés par les éclairs des  formes diaboliques. Satan apparait et le saisit par le bras gauche pour l'entrainer en enfer. Le moine, terrorisé, se débat et prie la Vierge Marie et son patron saint Michel de le secourir. Il sent une force le tirer par son bras droit, c'est saint Michel venu le défendre. La lutte entre le Bien et le Mal est indécise et dure longtemps.
Finalement, Dieu lui-même décide d'intervenir. Il sauve l'âme de ce pêcheur mais, en guise de pénitence et pour édifier les passants, il pétrifie le corps du moine en train de prier, qui devient ainsi le Roc del Frare.